# 중화민국 행정원 신문국

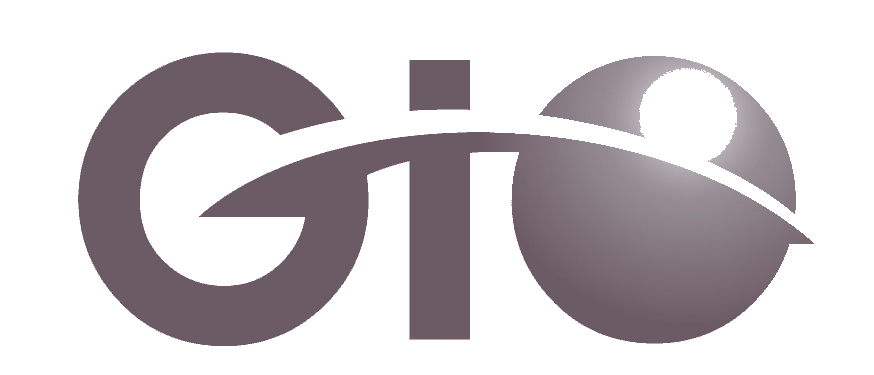

행정원신문국(行政院新聞局)은 중화민국 행정원에 속해있는 부서이다. 1947년 5월 2일에 설립되었고 국부천대에 따른 수차례의 조직개편을 거쳤다. 주로 중화민국의 언론에 관한 업무, 국가 홍보 업무를 관장, 전담하는 기관이다. 약칭으로 신문국(新聞局)이라고도 한다.
타이베이 대표부의 문화조는 행정원신문국과 중화민국 교육부가 관리하고 있다.

## 연혁
- 1947년 5월 2일 난징에서 국민정부에 의해 정식 설립.
- 1949년 12월 7일 국공 내전 이후 대만 타이베이로 이전.
- 1976년 1월 광화화보(光華畫報) 창간.
- 1997년 5월 2일 홈페이지 개설.
- 1999년 7월 1일 대만성정부 신문처를 신문국 중부판공실로 개편.
- 2001년 9월 16일 중부판공실을 지방신문처로 개명.
- 2001년 12월 31일 상징 변경.
- 2006년 1월 광화잡지의 명칭을 대만광화잡지로 변경.

## 조직
- 국장
- 부국장 2명
- 주임비서
- 국내신문처
- 지방신문처
- 국제신문처
- 출판사업처
- 영화사업처
- 라디오텔레비전사업처
- 자료편역처
- 시청자료처
- 종합계획처

## 주소
中華民國臺北市中正區天津街2號

## 같이 보기
- 중화민국 행정원
- 타이완국제방송
- 중화민국의 외교
- 중화민국 외교부
- 차이니스 타이베이
- 중화민국
- 타이베이
- 중화민국의 재외기구 목록